# Улица Крестьянка
Улица Крестьянка — общее название трёх улиц города Переславля: Малая Крестьянка, Большая Крестьянка, Нагорная Крестьянка, которые прежде были Даниловской слободой.

## История
Даниловская слобода образовалась близко от Данилова монастыря после 1508 года на лугу, принадлежавшем ранее Григорию Изъединову. В 1628 году там жило 18 человек, в 1677 году — 103 человека, в 1702 году — 100 человек, в 1754 году — 36 человек.
В 1954 году на Большой Крестьянке открылась почта.

## Интересные факты
Малая и Нагорная Крестьянки соединяются в одну улицу, адреса по ним продолжаются на разных сторонах одной улицы.